# Sint-Jacobskerk (Leuven)
De Sint-Jacobskerk is een kerkgebouw in de Belgische stad Leuven.
De Sint-Jacobskerk is gebouwd in romaanse stijl en werd gebouwd tussen 1220 en 1235, in de 13e eeuw. Van deze oorspronkelijke kerk rest sinds 1290 nog enkel de toren, die deel uitmaakt van de zeven wonderen van Leuven. Een nieuw schip verrees aan de toren tussen 1290 en 1300. De dwarsbeuk werd tussen 1457 en 1488 opgericht door de bouwmeester van het Leuvense stadhuis, Matthijs de Layens.

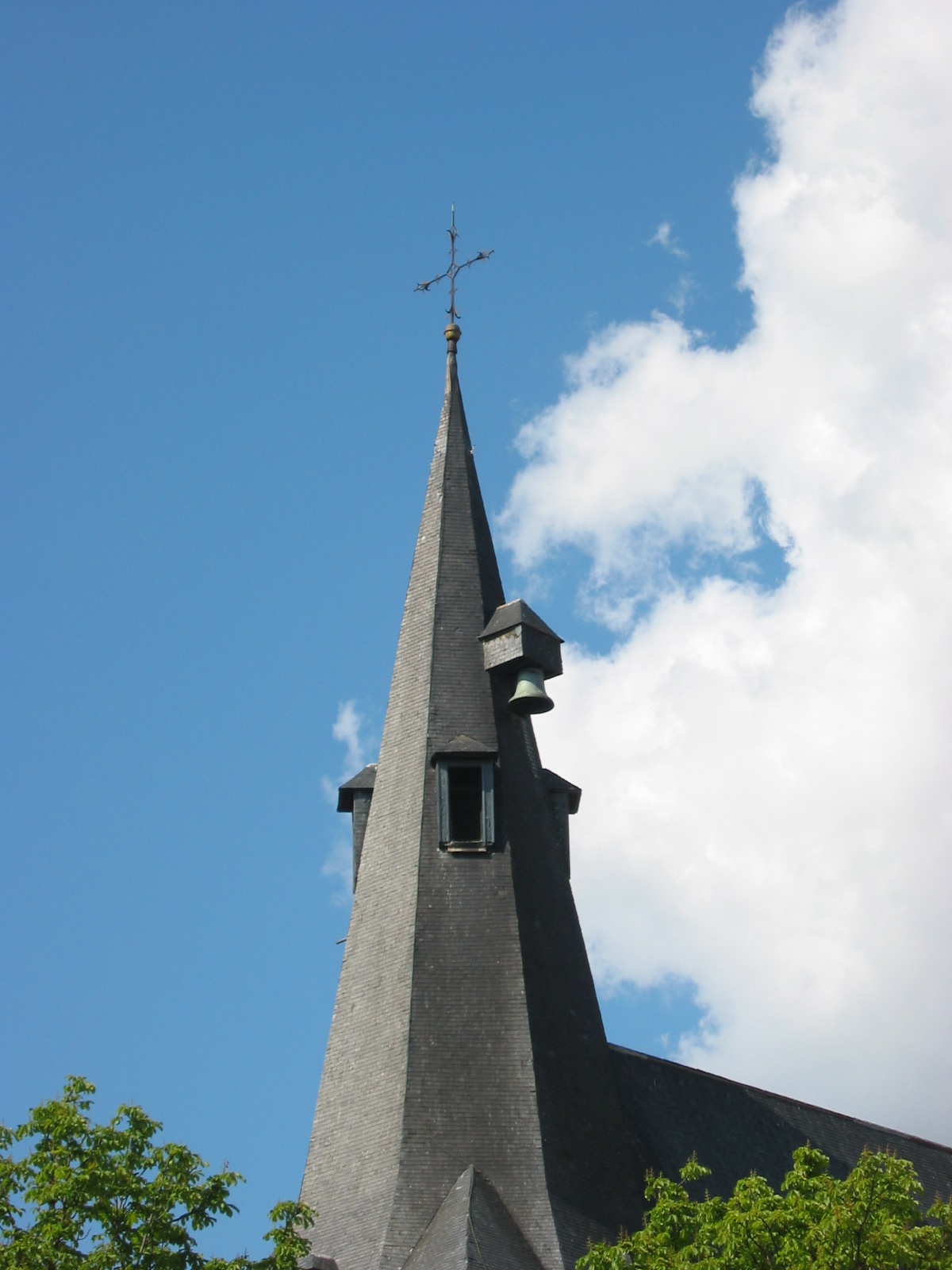
Torenspits van de Sint-Jacobskerk met de duivelse klok die buiten de toren hangt.

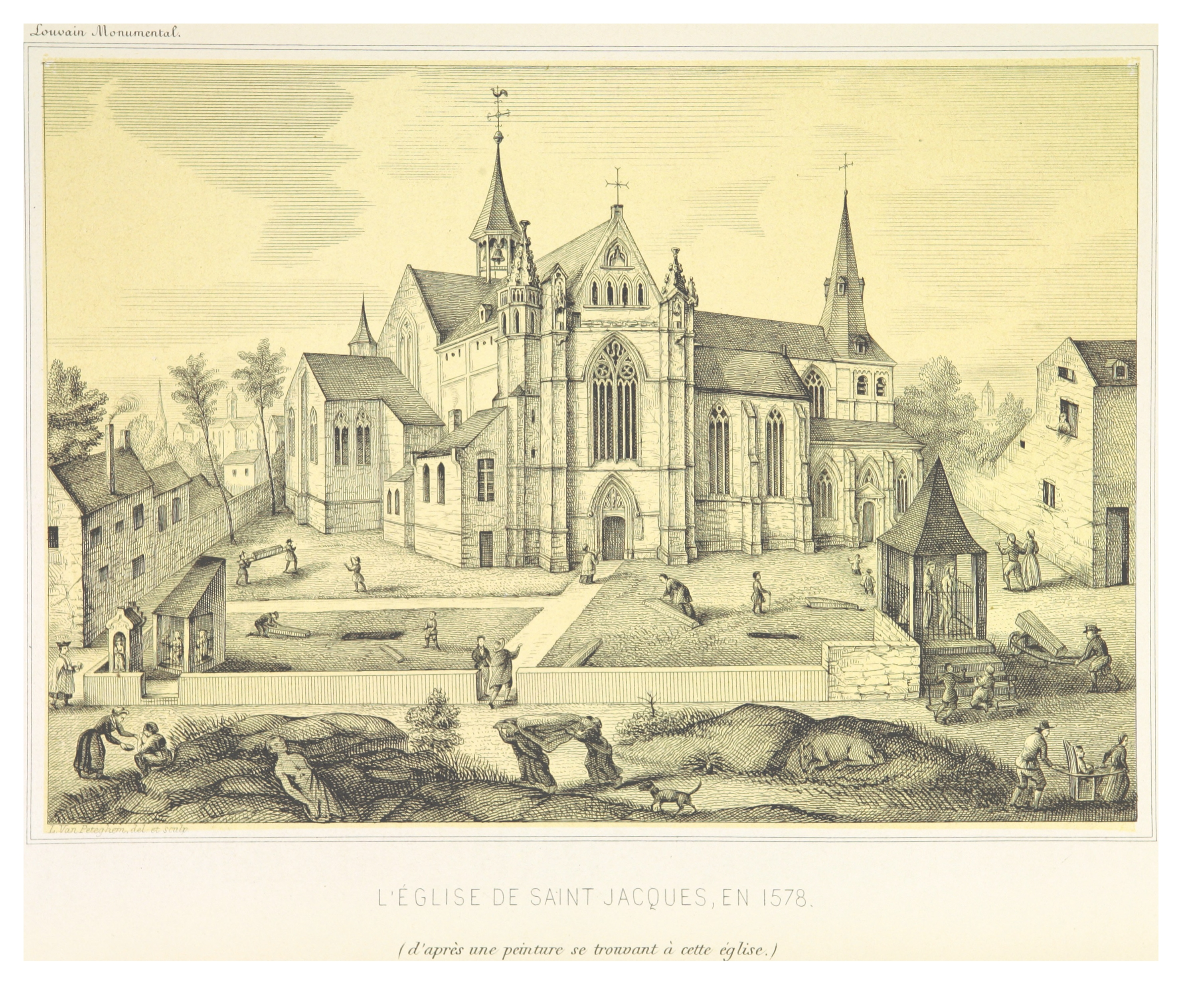
16e-eeuws prent

De kerk sloot in 1963 haar deuren wegens stabiliteitsproblemen en staat sindsdien leeg. De parochie verhuisde naar een nieuw bouwwerk met parochiecentrum en kerkzaal in de nabijgelegen Goudsbloemstraat. Van 2017 tot 2024 werden er stabilisatiewerken uitgevoerd om het gebouw te verankeren. Hiervoor werden funderingen tot 13 meter diep gelegd. De kerk werd ook ontwijd en sinds 2024 wordt het gebouw gebruikt als ontmoetingsplek voor omwonenden, in eerste instantie met een aantal proefprojecten. Stad Leuven laat ook de status van het dakgebinte van de toren, de daken van het schip en het dwarsschip onderzoeken met het oog op een restauratie.